# Morishita Hitoshi
Hitoshi Morishita (森下 仁之, sinh ngày 9 tháng 12 năm 1967) là một huấn luyện viên và cựu cầu thủ bóng đá người Nhật Bản.
Hitoshi Morishita đã dẫn dắt Zweigen Kanazawa và Giravanz Kitakyushu.